# گرهارد شرودر (اتحادیه دموکرات مسیحی)
گرهارد شرودر (انگلیسی: Gerhard Schröder؛ ۱۱ سپتامبر ۱۹۱۰ – ۳۱ دسامبر ۱۹۸۹) یک سیاست‌مدار اهل آلمان بود.